# Giuseppe Vigo
Giuseppe Vigo (Pavia, 21 gennaio 1917 – Kalinovik, 20 aprile 1944) è stato un calciatore italiano, di ruolo attaccante.

## Carriera
Dopo gli esordi in Serie C a Pavia nella Pavese Luigi Belli, nel 1938 fu prelevato dal Milan.
Arrivò al Milano mentre stava svolgendo il servizio militare al 3º Reggimento di Artiglieria del 3º Corpo d'Armata e disputò soprattutto partite del campionato riserve 1938-1939 dove giocò 10 partite e segnò una rete.
Secondo molti libri e siti online lui non ha giocato alcuna partita in prima squadra, cosa peraltro smentita sia dal libro di Matarrese che dai 3 volumi del Milan, a causa di un particolare curioso.
Essendo di servizio quella domenica ed avendo la squadra rossonera il problema di sostituire un giocatore assente, i dirigenti milanisti chiesero ed ottennero dal suo capitano comandante di poterlo schierare nella partita contro il Bologna nella partita della 7ª giornata di andata persa a Bologna 2-1. Il capitano pose però quale condizione per poterlo far uscire di caserma che lui non fosse citato su alcun giornale sportivo del lunedì e per questo motivo su tutte le cronache risulta citato col numero 8 quel Luigi Tornaghi che non ha alcuna presenza in prima squadra perché di fatto attaccante della squadra ragazzi (Tornaghi non risulta presente nell'albo dei giocatori del Milan). La presenza di Vigo in quella partita fu poi spiegata sul "Calcio illustrato" e sulla "Gazzetta dello sport" in una pagina infrasettimanale.
Nel 1940 passò al Pisa debuttando in Serie B nella stagione 1940-1941 e disputando con i toscani tre campionati cadetti per un totale di 63 presenze e 23 gol.
Morì a Kalinovik nella ex Jugoslavia durante la seconda guerra mondiale.